# Farkhunda Malikzada
Farkhunda Malikzada (Kabul, 1988 - 2015) mujer afgana asesinada tras un linchamiento por la multitud en Kabul (Afganistán) por un supuesto acto blasfemo contra el Corán.

## Desarrollo
Malikzada era estudiante de derecho islámico que deseaba la vuelta a las prácticas ortodoxas. El jueves 19 de marzo de 2015 había acudido a la mezquita Sha-e Doh Shamshirar, uno de los santuarios históricos de Kabul, para predicar en contra de determinadas prácticas, que consideraba supersticiosas, como la venta de amuletos. Uno de los guardianes del santuario, aparentemente amenazado por su predicación y su torrente de críticas, empezó a gritar que era una infiel que había quemado el Corán. Inmediatamente fue rodeada por jóvenes de los alrededores que empezaron a golpearla y patearla. En poco tiempo la mujer estaba rodeada por una turba de hombres que la golpeó hasta la muerte, la ató a la parte trasera de un coche y la arrastró hasta las orillas del río Kabul, llenas de basura. Allí sus agresores prendieron fuego a su cuerpo que fue lanzado al río Kabul. Durante el cortejo fúnebre, su féretro fue portado por mujeres, rompiendo con la tradición afgana.
Hubo una rápida reacción gubernamental, en apenas 48 horas fueron detenidas 49 personas, entre ellas 19 policías. El gobierno consideró que no existían pruebas de que Farkhunda hubiese quemado el libro sagrado. Un alto cargo del Ministerio de Peregrinación y Asuntos Religiosos (MHRA), Daiul Haq Abdid, condenó el asesinato y exculpó a Malizkada diciendo que tan solo había quemado las páginas de un libro en persa. Según los vídeos del linchamiento grabados por muchos de los testigos con todo tipo de detalles y publicados en redes sociales, en el linchamiento participaron policías, y según el gobierno éstos solo intentaban evitar el tumulto y el linchamiento. El presidente afgano, Ashraf Ghani, condenó el asesinato.
La familia, que consideraba al gobierno cómplice, exigía justicia. Najila Rahel, fue la abogada afgana que llevó el caso. El hermano de la víctima, Mujub Ullah Farkhunda, afirmó que los agentes de policía animaron a sus padres a mentir y a fingir que su hija padecía un trastorno mental para calmar a la multitud.
En mayo de ese mismo año, el tribunal condenó a muerte a cuatro hombres: el guardián del santuario y otros tres hombres considerados los agresores más sanguinarios. En ese juicio también se condenó a otros ocho acusados a penas de prisión de 16 años.
En julio, un tribunal de apelación anuló la condena a muerte de cuatro hombres, entre ellos el hombre que incitó a la muchedumbre, y fueron absueltos.
La sentencia final, refrendada por la Corte Suprema, condenó a 11 personas (entre los que no había ningún policía) entre 20 y 10 años, incluido un menor de edad. Rahel afirma sin tapujos: “Seis personas tenían que haber sido sentenciadas a morir en la horca: el mulá, el que la atropelló con el coche, dos de los que incitaron a la turba y los dos que la quemaron viva” por su participación en el linchamiento. Para la abogada, el país no tiene la suficiente madurez para jugar debidamente los crímenes contra las mujeres. La abogada tuvo que cerrar su despacho después de recibir amenazas de muerte y algún susto serio por parte de hombres armados. La familia tuvo que exiliarse tras sufrir serias amenazas.